# Ligament calcanéo-fibulaire
Le ligament calcanéo-fibulaire (ou ligament péronéo-calcanéen) est un ligament de l'articulation talo-crurale formant le faisceau moyen du ligament collatéral latéral de l'articulation talo-crurale.

## Description
Le ligament calcanéo-fibulaire est cordon étroit et arrondi allant de l'extrémité de la malléole latérale du péroné vers le bas et légèrement vers l'arrière jusqu'à un tubercule sur la surface latérale du calcanéus.
Il est recouvert par les tendons des muscles long fibulaire et court fibulaire.

## Fonction
Le ligament calcanéo-fibulaire s'oppose à l'hyperinversion de l'articulation subtalaire.

## Aspect clinique
Le ligament calcanéo-fibulaire est souvent un ligament foulé dans les blessures à la cheville. Il peut être blessé individuellement ou en combinaison avec d'autres ligaments tels que le ligament talo-fibulaire antérieur et le ligament talo-fibulaire postérieur.